# Loön i Hammarsön
Loön i Hammarsön – miejscowość (småort) w Szwecji w gminie Kramfors w regionie Västernorrland. Około 57 mieszkańców.